# 뉴잉글랜드초원뇌조
뉴잉글랜드초원뇌조(Heath hen, Tympanuchus cupido cupido)는 북아메리카 초원에 서식하는 꿩과에 속하는 들새의 일종이다. 초원뇌조의 세 아종 중 하나이며, 초원뇌조의 다른 아종으로는 북아메리카 중서부 초원프레리에 사는 큰초원뇌조와 멕시코만 연안에 서식하는 애트워터초원뇌조가 있다.
뉴잉글랜드초원뇌조와 달리, 큰초원뇌조와 애트워터초원뇌조는 현재까지도 생존하고 있지만, 매우 취약한 상태이다.

## 수난
한때 로키산맥에서부터 애팔레치아 산맥 동부에 걸친 서식영역을 자랑하던 큰초원멧닭은 농부들과 정착민이 이들의 서식지를 파괴했고, 사냥꾼들은 이들을 총으로 쏴 20세기 초에 이 윙윙거리며 나는 큰초원뇌조는 멸종위기에 처했다. 현재는 취약종단계에 등재되어있다. 또다른 아종인 애트워터초원멧닭은 한때 멕시코만 해변 뒤까지 해안 초원에 100만 마리가 살았다고 한다. 그러나 이들도 큰초원멧닭처럼 서식지파괴와 사냥 및 남획으로 1937년 이들에 관한 연구가 시작되었을 때, 이미 루이지애나주에서는 멸종했고, 텍사스주에서는 약 8,700마리로 감소했다. 30년후에는 개체수가 1,100마리도 남지 않아서 멸종위기종 목록에 들어갔다. 현재는 이 종역시 취약종으로 등급이 내려갔다. 애팔레치아 산맥 동쪽에서는 초원멧닭의 다른 아종이 뉴잉글랜드초원멧닭으로 불렸다.
초원뇌조들은 미국 독립전쟁 이전에 버지니아 주에서부터 메인주까지 서식했다. 이들은 상당히 흔했다. 1620년에 플리머스(Plymouth, 영국의 항구 이름을 딴 미국의 마을로 현재의 보스턴 인근에 위치)에 도착한 청교도(Pilgrims)들의 첫 추수감사절에 쓰였던 새는 야생 칠면조가 아니라 뉴잉글랜드초원멧닭이었다(물론 지금은 칠면조가 대신 쓰인다). 개신교 신도들인 청교도들은 성서뿐만 아니라 총도 많이 들고 왔는데, 종교적 박해를 피해서 온 이들은 북아메리카에서는 박해자로 돌변하여 아메리카 토착민들과 야생동물들에 대한 박해를 시작했다. 뉴잉글랜드초원멧닭들은 식용으로 쓰였다. 1791년 일부 정치인들은 수렵시즌을 도입하려 했지만, 사람들의 비웃음만 사게 되었다. 그 결과 뉴잉글랜드초원멧닭은 다른 두 아종처럼 과도한 남획으로 인해 큰 타격을 입어 19세기 중반에는 뉴잉글랜드 본토에서 멸종했다. 단지 매사추세츠주 코드곶 인근해의 작은 섬인 마서스 비녀드(Martha's Vineyard, 마사의 포도원이라는 뜻)에서만 단지 200마리 정도만 살아남았다. 1907년에는 겨우 50마리만 남았다.

## 보호
다행히도, 그때쯤 이들을 보호하자는 여론이 조성되었다. 648만 평방미터에 달하는 섬은 보호구로 지정했다. 효과는 뛰어나서 뉴잉글랜드초원멧닭의 개체수가 1915년에는 800마리, 1916년에는 2천 마리까지 늘었다. 문제는 이 아종의 전체 개체군이 이 작은 섬 하나에만 한정적으로 서식했기 때문에 굉장히 취약했다. 게다가 이 섬의 개체군 일부를 다른 섬이나 본토에 옮기는 시도는 없었다. 즉, 이 아종 전체가 재난에 대단히 취약하다는 결론이 나오게 된다. 실제로 2,000마리까지 증가한 1916년에 섬 전역에서 일어난 화재로 번식지가 파괴되고 말았다. 공교롭게도 이 시기는 번식기여서 대부분의 초원멧닭과 알들도 불에 타 죽어갔다. 그 결과 겨우 105마리만 살아남았다. 다음 해 겨울은 매우 혹독하게 추웠으며, 초원멧닭의 천적인 참매가 이 섬에 들어오게 되었다. 이로 인해 초원멧닭은 더욱 큰 피해를 입게 되었다. 게다가, 남은 뉴잉글랜드초원멧닭들 다수는 가축 칠면조가 이 섬에 도입한 가금류 질병인 흑두병(닭목의 동물들이 걸리는 질병으로 칠면조편모충의 감염이 원인이다)에 감염되어 대량 폐사했다.

## 멸종
그 결과 1927년에는 뉴잉글랜드초원멧닭이 겨우 13마리밖에 남지 않았고 거의 대부분은 수컷이었다. 마지막 남은 뉴잉글랜드초원멧닭을 연구한 아서 그로스(Arthur Gross)는 마지막 남은 이 새에 대한 최종 보고서에 다음과 같이 썼다. "모든 날씨 변화와 질병, 천적의 영향을 받는 이 새가 그렇게 오랫동안 홀로 살 수 있었던 것은 정말 놀랍다." 1931년 4월, 그로스는 이 홀로 남은 새를 잡아 띠를 두른 후 놓아주었다.
1932년 3월 11일 저녁에 마지막 한마리인 8살짜리 수컷이 죽으면서, 연속적으로 재난에 휩싸인 뉴잉글랜드초원멧닭은 멸종했다. 지방신문은 "생존자는 없다. 미래도 없다. 이런 종류로 재창조되는 생명은 더 이상 없을 것이다."고 보도했다. 이로써 뉴잉글랜드초원뇌조는 멸종했다.

## 갤러리

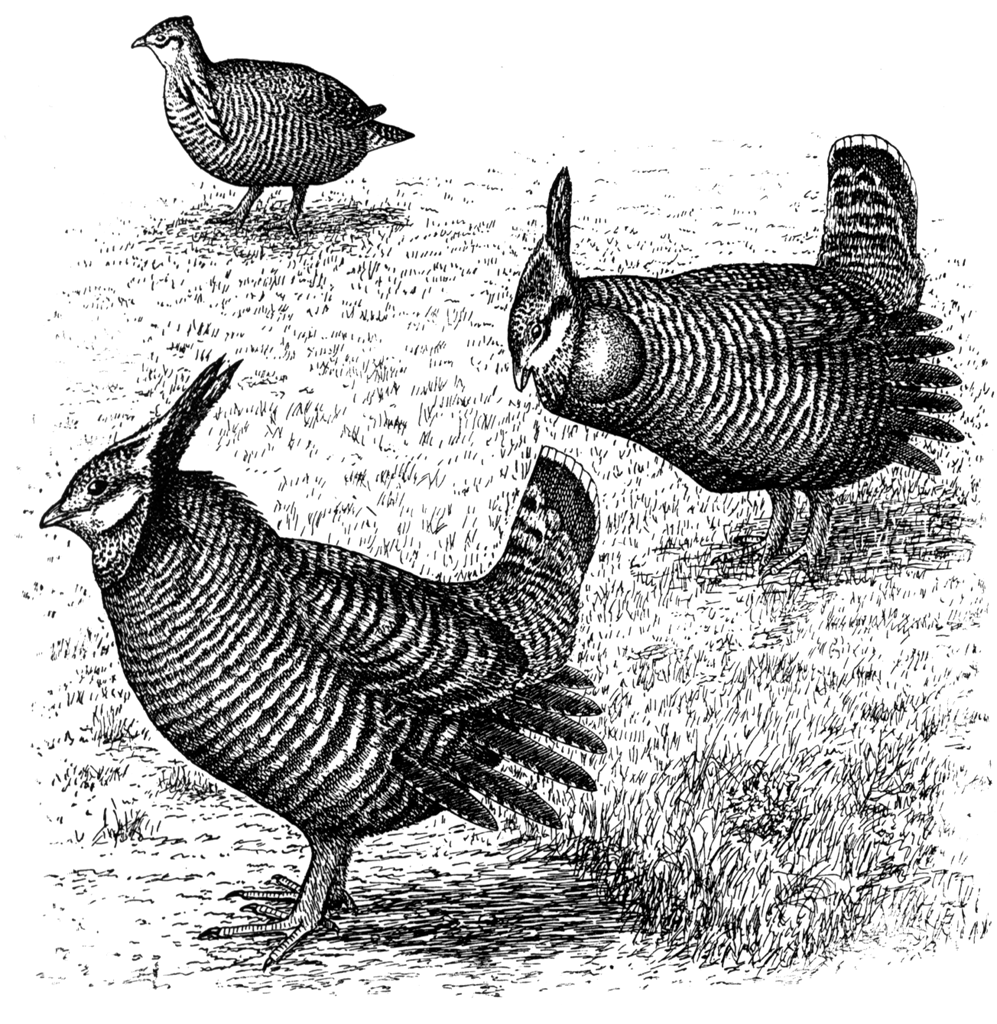
뉴잉글랜드초원뇌조를 스케치한 모습.(수컷 2마리(앞)),(암컷 1마리(뒤))

1. ↑  “Tympanuchus cupido cupido - Heath Hen”. 《NatureServe》. 2021년 2월 5일.
2. ↑  BirdLife International (2020). “Tympanuchus cupido”. 《IUCN 적색 목록》 (IUCN) 2020. 2020년 12월 10일에 확인함.